# 上坍站
上坍站（韓語：상단역）是朝鮮民主主義人民共和國两江道白岩郡上坍里的一個鐵路車站，属于白茂线。

## 邻近车站
白茂线
屈松站 - 上坍站 - 三社站